# Gundula Schiffer
Gundula Schiffer (* 1980 in Bergisch Gladbach) ist eine deutsche Lyrikerin, Autorin und Übersetzerin.

## Leben
Von 2000 bis 2005 studierte Schiffer Allgemeine und Vergleichende Literaturwissenschaft,
Kunstgeschichte, Theaterwissenschaft und Philosophie
an der Ludwig-Maximilians-Universität München.
Ihre Magister-Arbeit schrieb sie zum Thema Rilkes und Celans Übertragungen von Valérys Gedichten.
2004 machte Schiffer das staatliche und theologische Graecum und Hebraicum in München.
Von 2005 bis 2010 absolvierte sie einen Promotionsstudiengang Literaturwissenschaft an der Graduiertenschule Sprache und Literatur München.
Sie betrieb Gaststudien auf den Gebieten Evangelische Theologie, Katholische Theologie, Semitistik, Jüdische Studien in München, Düsseldorf, Köln und Jerusalem.
Im Sommersemester 2008 hatte Schiffer eine halbe Assistentenstelle am Institut für Allgemeine und Vergleichende Literaturwissenschaft.
Von 2008 bis 2009 nahm sie Graduiertenschule Sprache und Literatur an einem Gast-Forschungstudium an der Rothberg International School der Hebräischen Universität Jerusalem in Jerusalem teil.
Sie absolvierte dort Ulpanim in Ivrit und Kurse in biblischem Aramäisch.
An der Evangelisch-Theologischen Fakultät der Universität München bestand sie 2009 das Große Hebraicum mit Zweitsprache biblisches Aramäisch zur Erteilung des Sprachunterrichts in biblischem Hebräisch.
2010 promovierte sie bei Hendrik Birus und Christoph Levin an der Ludwig-Maximilians-Universität München mit einer Arbeit zum Thema Beredtheit der Form: Die (graphische) Deutung biblisch-hebraeischer Poesie in der deutschen Uebersetzung von Moses Mendelssohn, 1783 erkundet anhand des 68. Psalms.
2010 nahm Schiffer an einem Weiterbildungsstudium „Deutsch als Zweitsprache / Deutsch als Fremdsprache“ an der Rheinischen Friedrich-Wilhelms-Universität Bonn teil. Von 2010 bis 2011 arbeitete sie als Lehrerin für Deutsch, Philosophie und Hebräisch am Erzbischöflichen St.-Angela-Gymnasium in Wipperfürth und von 2011 bis 2013 als Lehrerin für Hebräisch am Wilhelm-Dörpfeld-Gymnasium in Wuppertal.
Von 2011 bis 2013 absolvierte sie einen Masterstudiengang Literaturübersetzen an der Heinrich-Heine-Universität Düsseldorf. 2013 machte sie ihren Master als Literaturübersetzerin für Französisch und Englisch.

## Mitgliedschaften
- Literatur-Atelier Köln
- Eurodram
- Weltlesebühne
- Verband deutschsprachiger Übersetzer literarischer und wissenschaftlicher Werke
- Paul-Wühr-Gesellschaft.

## Auszeichnungen, Preise
Neben zahlreichen anderen Stipendien erhielt Schiffer 2014 ein Nachwuchsstipendium für Literaturübersetzer der Kunststiftung NRW und 2021 ein Dieter-Wellershoff-Stipendium.

## Werke (Auswahl)
- Hioba Hymore. Gedichte. Elif Verlag, Nettetal 2023. ISBN 978-3-946989-71-4
- Gronau/Gauguin. Zwei Langgedichte. Verlag Ralf Liebe, Weilerswist 2022. ISBN 	978-3-948682-32-3
- Tirza Atar: Wenn alles berührt. Eine Biografie der Dichterin in Essays und Übersetzungen, Edition Karo, Berlin 2019, ISBN 978-3-945961-09-4
- Jerusalem-Köln: Süden über meinem Buch. Poesie und Liebes-Psalmen. Größenwahn Verlag, Frankfurt am Main 2017. ISBN 978-3-95771-142-7

### Übersetzungen
- Aharon Appelfeld: Sommernächte. Roman. Rowohlt, Berlin 2022. ISBN 978-3-7371-0124-0
- Liat Elkayam: Aber die Nacht ist noch jung. Roman. Verlag Antje Kunstmann, München 2020. ISBN 978-3-95614-383-0
- Ronit Matalon: Und die Braut schloss die Tür. Roman. Luchterhand Literaturverlag, 2018. ISBN 978-3-630-87564-4
- Tal Nitzán: Zu Deiner Frage. Gedichte. Verlagshaus Berlin 2015. ISBN 978-3-945832-08-0
- Lea Goldberg: Verluste – Antonia gewidmet.  Roman. Mit einem Nachwort der Übersetzerin. Wuppertal, Arco 2015. ISBN 978-3-938375-62-4
- Joyce Farmer: Besondere Jahre. Ein Abschied in Bildern. Egmont Graphic Novel, Köln 2015. ISBN 978-3-7704-5514-0
- Rutu Modan: Das Erbe. Graphic novel. Carlsen, Hamburg 2013. ISBN 978-3-551-78576-3

### Herausgaben
- Was es bedeuten soll: Neue hebräische Dichtung in Deutschland, hrsg. zus. mit Adrian Kasnitz. parasitenpresse, Köln 2019, ISBN 978-3-947676-49-1

### Youtube Filmchen
- Weltbekannt, doch ungelesen? Biblisch-hebräische Poesie zwischen Kunst und Wahrheit, 2021
- Kölner Literaturclip #09 mit Gundula Schiffer, 2020
- Berlin 2020 Gundula Schiffer here live in Skopje, 2020
- 20 Jahre Jüdisches Theater Michoels in Köln - Begrüßung und Einführung, 2017
- Inzwischen Zeilen – Ein Abend mit israelischen und deutschen Dichterinnen, 2017

| Personendaten    | Personendaten             |
| ---------------- | ------------------------- |
| NAME             | Schiffer, Gundula         |
| KURZBESCHREIBUNG | deutsche Schriftstellerin |
| GEBURTSDATUM     | 1980                      |
| GEBURTSORT       | Bergisch Gladbach         |